# Pujal Gros
El Pujal Gros és una muntanya de 534 metres que es troba entre els municipis de Guimerà i Verdú, a la comarca catalana de l'Urgell.